# Nao Nagasawa
(Tokio, Japón; 5 de enero de 1984) es una actriz, actriz de voz, antigua cantante y modelo Japonesa. Es conocida por sus papeles en distintas series tokusatsu y películas, sobre todo por su papel de "Nanami Nono/Hurricane Blue" en la serie Super Sentai Ninpuu Sentai Hurricaneger.

## Filmografía
- "Dozy" (こっくりさん kokkurisan?) (película)
- Ninpuu Sentai Hurricaneger (忍風戦隊ハリケンジャー Ninpū Sentai Harikenjā?) - Nanami Nono/Hurricane Blue (Super Sentai, 2002)
- Ninpuu Sentai Hurricaneger Shushuuto the Movie (忍風戦隊ハリケンジャー シュシュッと THE MOVIE Ninpū Sentai Harikenjā Shushuuto za mūbī?)- Nanami Nono/Hurricane Blue (Super Sentai, 2002)
- Ninpuu Sentai Hurricaneger vs. Gaoranger (忍風戦隊ハリケンジャーVSガオレンジャー Ninpū Sentai Harikenjā Tai Gaorenjā?) - Nanami Nono/Hurricane Blue (Super Sentai, 2003)
- Bakuryū Sentai Abaranger vs. Hurricaneger (爆竜戦隊アバレンジャーVSハリケンジャー Bakuryū Sentai Abarenjā Tai Harikenjā?) - Nanami Nono/Hurricane Blue (Super Sentai, 2004)
- Ultraman Max (ウルトラマンマックス Urutoraman Makkusu?) - Natsumi (Ep.13-14) (Ultra Series, 2005–2006)
- GoGo Sentai Boukenger vs. Super Sentai (轟轟戦隊ボウケンジャー VS スーパー戦隊 GōGō Sentai Bōkenjā Basu Sūpā Sentai?) - Nanami Nono/Hurricane Blue (Super Sentai, 2007)
- Nao Nagasawa's Try! Try! Try! (長澤奈央のｔｒｙ！ｔｒｙ！ｔｒｙ！?) - Nikkei characters (fumetti)
- "It's Darkest Before Dawn" (いちばん暗いのは夜明け前 ichiban kurai no wa yoake mae?) - Taeko in  (TV drama)
- Girl's BOX the movie
- K-tai Investigator 7 (ケータイ捜査官７（セブン） Kētai Sōsakan Sebun?)[1] - Mayuko Hasekura (TV drama, 2008)
- Superior Ultraman 8 Brothers (大決戦！超ウルトラ８兄弟 Daikessen! Chō Urutora Hachi Kyōdai?) - Daigo's mother (cameo) (Ultra Series, 2008)
- Tomica Hero: Rescue Force (トミカヒーロー　レスキューフォース Tomika Hīrō Resukyū Fōsu?) - Kirara Mamiya, 2009
- Hotel Chelsea - Emi Tanaka, 2009
- Daimajin Kanon - Ikechiyo, 2010
- Kamen Rider W (仮面ライダーＷ（ダブル） Kamen Raidā Daburu?) - Lily Shirogane (Ep.27-28) (Kamen Rider Series, 2010)
- Kamen Rider W Forever: A to Z/The Gaia Memories of Fate (仮面ライダーＷ（ダブル） FOREVER AtoZ／運命のガイアメモリ Kamen Raidā Daburu Fōebā: Ē tu Zetto/Unmei no Gaia Memori?) - Lily Shirogane (Cameo) (Kamen Rider Series, 2010)
- Kamen Rider W Returns (仮面ライダーＷ（ダブル） RETURNS Kamen Raidā Daburu Ritānzu?) - Lily Shirogane (Kamen Rider Accel) (Kamen Rider Series, 2011)
- Kaizoku Sentai Gokaiger (海賊戦隊ゴーカイジャー Kaizoku Sentai Gōkaijā?) - Nanami Nono/Hurricane Blue (Ep. 25-26) (Super Sentai, 2011)
- A Day of One Hero - Herself (Direct-to-video special, 2011)
- Stand Up! Vanguard (STAND UP!! ヴァンガード) - Kumiko Miura (Hiroki's deceased mother), 2012
- Kamen Rider Fourze (仮面ライダーフォーゼ Kamen Raidā Fōze?) - Utsugi Haruka (Ep.21-22, 48) (Kamen Rider Series, 2012)
- Kamen Rider Fourze the Movie: Space, Here We Come! (仮面ライダーフォーゼ　ＴＨＥ　ＭＯＶＩＥ　みんなで宇宙キターッ！ Kamen Raidā Fōze Za Mūbī Minna de Uchū kitā?) - Utsugi Haruka (Cameo) (Kamen Rider Series, 2012)
- Kamen Rider × Kamen Rider Wizard & Fourze: Movie War Ultimatum (仮面ライダー×仮面ライダー ウィザード&フォーゼ MOVIE大戦アルティメイタム Kamen Raidā × Kamen Raidā Wizādo Ando Fōze Mūbī Taisen Arutimeitamu?)  - Utsugi Haruka (Kamen Rider Series, 2012)
- Great Teacher Onizuka - Katayama Saki (Great Teacher Onizuka, 2012)
- Unofficial Sentai Akibaranger: Season Tsuu (非公認戦隊アキバレンジャー シーズン痛（ツー） Hikōnin Sentai Akibaranger: Shīzun Tsū?) - Hadezukin  (Voice, Ep.20) (Super Sentai Series, 2013)
- Ninpuu Sentai Hurricaneger: 10 Years After (忍風戦隊ハリケンジャー 10 YEARS AFTER Ninpū Sentai Harikenjā Ten Iyāzu Afutā?) - Nanami Nono/Hurricane Blue (Super Sentai, 2013)
- Travelers: Jigen Keisatsu - Ai, 2013
- 009-1: The End of the Beginning - Miriam (2013)[2]
- Kamen Rider 1 (film) (仮面ライダー1号 Kamen Raidā Ichigō?)  - Eagla (イーグラ Īgura) (Kamen Rider Series, 2016)
- Secret × Warrior Phantomirage! (ひみつ×戦士ファントミラージュ! Himitsu x Senshi Fantomirāju!?) - Maiko Asumi (Girls × Heroine Series, 2019)
- Utsusemi no Mori (2021)

## Discografía

### Álbumes
- 6 de agosto de 2003: Trip Lip
- 29 de marzo de 2006: BODIES
- 21 de marzo de 2007: LOVE BODY -SEASON 1-
- 5 de marzo de 2008: NAO BEST

### Sencillos
| Fecha de Lanzamiento     | Título                  | Historia de gráfico | Historia de gráfico | Álbum    | Etiqueta récord | Etiqueta récord |
| Fecha de Lanzamiento     | Título                  | Cumbre              | Semanas             | Álbum    | Imprenta        | Distribución    |
| ------------------------ | ----------------------- | ------------------- | ------------------- | -------- | --------------- | --------------- |
| 25 de junio de 2003      | "Pump up"               | #33                 | 5                   | Trip Lip | Starchild       | King            |
| 21 de enero de 2004      | "×○×○×○"                | #27                 | 4                   |          | Starchild       | King            |
| 24 de marzo de 2005      | "Mama Said"             | #60                 | 2                   | BODIES   | avex trax       | avex            |
| 27 de julio de 2005      | "Love Body"             | #54                 | 3                   | BODIES   | avex trax       | avex            |
| 30 de noviembre de 2005  | "Fun Time"              | #63                 | 1                   | BODIES   | avex trax       | avex            |
| 13 de septiembre de 2006 | "Love Body III"         | -                   | -                   |          | avex trax       | avex            |
| 6 de diciembre de 2006   | "GAME/Love Body for..." | -                   | -                   |          | avex trax       | avex            |
| 19 de septiembre de 2007 | "To You"                | -                   | -                   |          | avex trax       | avex            |